# 샤랑트마리팀주의 아롱디스망

샤랑트마리팀 주에 속한 아롱디스망.

샤랑트마리팀주의 아롱디스망에는 총 5개가 있다.
- 종자크 아롱디스망 (준주도 : 종자크)은 7개의 캉통과 114개의 코뮌이 속해 있다.
- 로슈포르 아롱디스망 (준주도 : 로슈포르)은 13개의 캉통과 79개의 코뮌이 속해 있다.
- 라로셸 아롱디스망 (샤랑트마리팀 주의 주도 : 라로셸)은 15개의 캉통과 57개의 코뮌이 속해 있다.
- 생트 아롱디스망 (준주도 : 생트)은 9개의 캉통과 107개의 코뮌이 속해 있다.
- 생장당젤리 아롱디스망 (준주도 : 생장당젤리)은 7개의 캉통과 115개의 코뮌이 속해 있다.

## 역사
- 1790년 : 마렌, 몽리외, 퐁스, 로슈포르, 라로셸, 생장당젤리, 생트 등 7개 디스트리크와 함께 샤랑트앵페리외르 주가 생성됨
- 1800년 : 종자크, 마렌, 로슈포르, 라로셸, 생장당젤리, 샹트 아롱디스망 생성
- 1926년 : 마렌, 생장당젤리 아롱디스망 폐지
- 1941년 : 샤랑트앵페리외르 주가 샤랑트마리팀 주로 이름 변경
- 1943년 : 생장당젤리 아롱디스망 복구

틀:푸아투샤랑트 레지옹의 행정 구역